# Robert Hoy

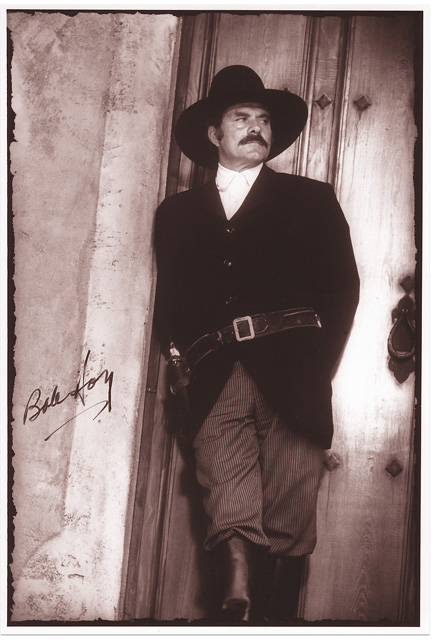
Robert Hoy, 2010

Robert Francis Hoy (* 3. April 1927 in New York City, New York; † 8. Februar 2010 in Northridge, Kalifornien) war ein US-amerikanischer Schauspieler und Stuntman.

## Leben
Hoy diente während des Zweiten Weltkriegs in der Marine. Ab 1950 arbeitete er als Stuntman an Spielfilmen und Fernsehserien, größtenteils aus dem Westerngenre. Zu den bekanntesten Filmen, an denen er als Stuntman mitwirkte, gehören Alfred Hitchcocks Der unsichtbare Dritte, Stanley  Kubricks Spartakus sowie Clint Eastwoods Der Texaner. Insgesamt war er 44 Jahre als Stuntman tätig und war unter anderem das Double von Telly Savalas, Audie Murphy und Tony Curtis.
Neben seinem Wirken als Stuntman trat Hoy ab 1950 auch als Schauspieler in Spielfilmen auf, bis Ende der 1950er Jahre jedoch meist in kleinen Nebenrollen, die nicht Abspann genannt wurden. Danach war er vermehrt für das Fernsehen tätig und spielte Gastrollen in verschiedenen Fernsehserien, darunter in den klassischen Westernserien Bonanza, Westlich von Santa  Fe und Am Fuß der Blauen Berge. Zwischen 1967 und 1971 spielte er in 62 Episoden der Serie High Chaparral den Cowboy Joe Butler. Zwischen 1978 und 1982 hatte er eine wiederkehrende Gastrolle in der Serie Dallas.
Hoy war verheiratet und hatte einen Sohn. Er erlag einem Krebsleiden, nur wenige Wochen nachdem er mit dem Golden Boot Award ausgezeichnet worden war.

## Filmografie (Auswahl)
| - 1955: Mit Leib und Seele (The Long Gray Line) - 1958: Abenteuer unter Wasser (Sea Hunt) - 1959: Unternehmen Petticoat (Operation Petticoat) - 1960: Bonanza - 1963: Am Fuß der blauen Berge (Laramie) - 1965: Stimme am Telefon (The Slender Thread) - 1966: Die Leute von der Shiloh Ranch (The Virginian) - 1967: High Chaparral (The High Chaparral) - 1967: Raumschiff Enterprise (Star Trek) - 1968: Ein toller Käfer (The Love Bug) - 1973: Die Straßen von San Francisco (The Streets of San Francisco) - 1973: Kobra, übernehmen Sie (Mission: Impossible) - 1975: Detektiv Rockford – Anruf genügt (The Rockford Files) - 1975: Unsere kleine Farm (Little House on the Prairie) - 1978: Dallas - 1978: Fantasy Island - 1979: Ein Duke kommt selten allein (The Dukes of Hazzard) - 1980: Hawaii Fünf-Null (Hawaii Five-O) - 1981: Magnum (Magnum P.I.) | - 1982: Simon & Simon - 1985: Airwolf - 1986: Der einsame Kämpfer (Choke Canyon) - 1988: Die Schöne und das Biest (Beauty and the Beast) - 1995: Walker, Texas Ranger - 1954: Fluß ohne Wiederkehr (River of No Return) - 1958: Flucht in Ketten (The Defiant Ones) - 1959: Der unsichtbare Dritte (North by Northwest) - 1960: Spartacus - 1963: Eine total, total verrückte Welt (It's a Mad Mad Mad Mad World) - 1965: Der Mann vom großen Fluß (Shenandoah) - 1976: Der Unerbittliche (The Enforcer) - 1976: Der Texaner (The Outlaw Josey Wales) - 1977: Der Mann, der niemals aufgibt (The Gauntlet) - 1980: Bronco Billy - 1982: Ein Colt für alle Fälle (The Fall Guy) - 1985: Fackeln im Sturm (North and South) - 1986: Staatsanwälte küsst man nicht (Legal Eagles) |